# 中央学院大学の人物一覧
中央学院大学の人物一覧（ちゅうおうがくいんだいがくのじんぶついちらん）は、中央学院大学に関係する人物の一覧。

## 著名な教職員

### 商学部
- 大驛潤 - 商学科教授　経営戦略
- 白石弘幸 - 商学科教授　経営組織論

### 法学部
- 大村芳昭 - 学長（2022年7月〜）、法学科教授　国際家族法
- 白水智 - 法学科教授　日本中世史

### 現代教養学部
- 黒川知文 - 現代教養学科教授　西洋史
- 中川淳司 - 現代教養学科教授　国際経済法
- 青葉幸洋 - 現代教養学科講師　サッカー

## 元教職員
- 福嶋浩彦 - 中央学院大学社会システム研究所教授、第2代消費者庁長官、元千葉県我孫子市長

## 著名な出身者

### 野球
- 度会博文 - 元プロ野球選手
- 秋吉亮 - 元プロ野球選手
- 橋本星哉 - プロ野球選手（東京ヤクルトスワローズ）
- 古田島成龍 - プロ野球選手（オリックス・バファローズ）
- 池永大輔 - 元野球選手
- 田久保賢植 - 元野球選手 ※中退
- 稲垣将幸 - 元野球選手
- 川口亘太 - プロ野球審判員
- 鈴木章太 - 元プロ野球審判員

### サッカー
- 早矢仕久志 - 元サッカー選手
- 式田高義 - 元サッカー選手
- 阿部諒弥 - サッカー選手（清水エスパルス）

### バレーボール
- 上場雄也 - バレーボール選手、元ビーチバレー選手、日本代表
- 手塚大 - バレーボール選手
- 山本太二 - 元バレーボール選手、日本代表
- 長谷川徳海 - ビーチバレー選手、日本代表

### 陸上
- 町田次雄 - 陸上選手
- 木原真佐人 - 元陸上選手、2008年世界ハーフマラソン日本代表
- 篠藤淳 - 陸上選手（2006年日本選手権3,000m障害優勝）現、山陽特殊製鋼
- 松浦貴之 - 陸上選手（2009年国体3,000m障害優勝）現、大塚製薬
- 樋口陸 - 陸上選手

### ゴルフ
- 金澤志奈 - ゴルファー
- 額賀辰徳 - ゴルファー

### 芸能
- 松川清 - 俳優
- 武井壮 - スポーツタレント、元陸上選手（十種競技 元日本チャンピオン）
- 茂木千明 - 芸能事務所代表、音楽プロデューサー、ラジオDJ
- 藤田憲右 - お笑い芸人（トータルテンボス） ※中退
- 渡辺隆 - お笑い芸人（錦鯉）※中退
- 須藤公一 - 俳優 ※中退
- bamboo - 歌手（milktub）、美少女ゲームプロデューサー（OVERDRIVE）
- 石川康仁 - 司会者、フリーアナウンサー

### 政治
- 下地幹郎 - 元衆議院議員
- 萩原勇 - 龍ケ崎市長

### その他
- 川尻達也 - 総合格闘家
- 佐渡川準 - 漫画家
- 梶野竜太郎 - 映画監督
- 松並健治 - 気象予報士
- 上岡元 - 元岡山放送アナウンサー